# Христианство в Дании
Христианство в Дании — самая распространённая религия в стране.
По данным исследовательского центра Pew Research Center в 2010 году в Дании проживало 4,61 млн христиан, которые составляли 83,1 % населения этой страны. Энциклопедия «Религии мира» Дж. Г. Мелтона оценивает долю христиан в 2010 году в 85,6 % (4,68 млн верующих).
Крупнейшим направлением христианства в стране является протестантизм. В 2000 году в Дании действовало 3 тыс. христианских церквей и мест богослужения, принадлежащих 58 различным христианским деноминациям.
Помимо датчан, христианами также являются большинство живущих в стране немцев, поляков, шведов, норвежцев, англичан, румын, исландцев и др. европейцев. Немало христиан и среди датских филиппинцев, корейцев, амхара, аканов. Преимущественно христианами являются и выходцы из Латинской Америки — колумбийцы, бразильцы, чилийцы, аргентинцы, мексиканцы и перуанцы.
Христиане Дании активно участвуют в экуменическом движении. В 2004 году в стране был создан Национальный совет церквей в Дании. По состоянию на 2015 год две датские церкви (баптистов и лютеран) входят во Всемирный совет церквей. Консервативные евангельские церкви страны объединены в Евангельский альянс Дании, связанный со Всемирным евангельским альянсом.